# 貨客混載機

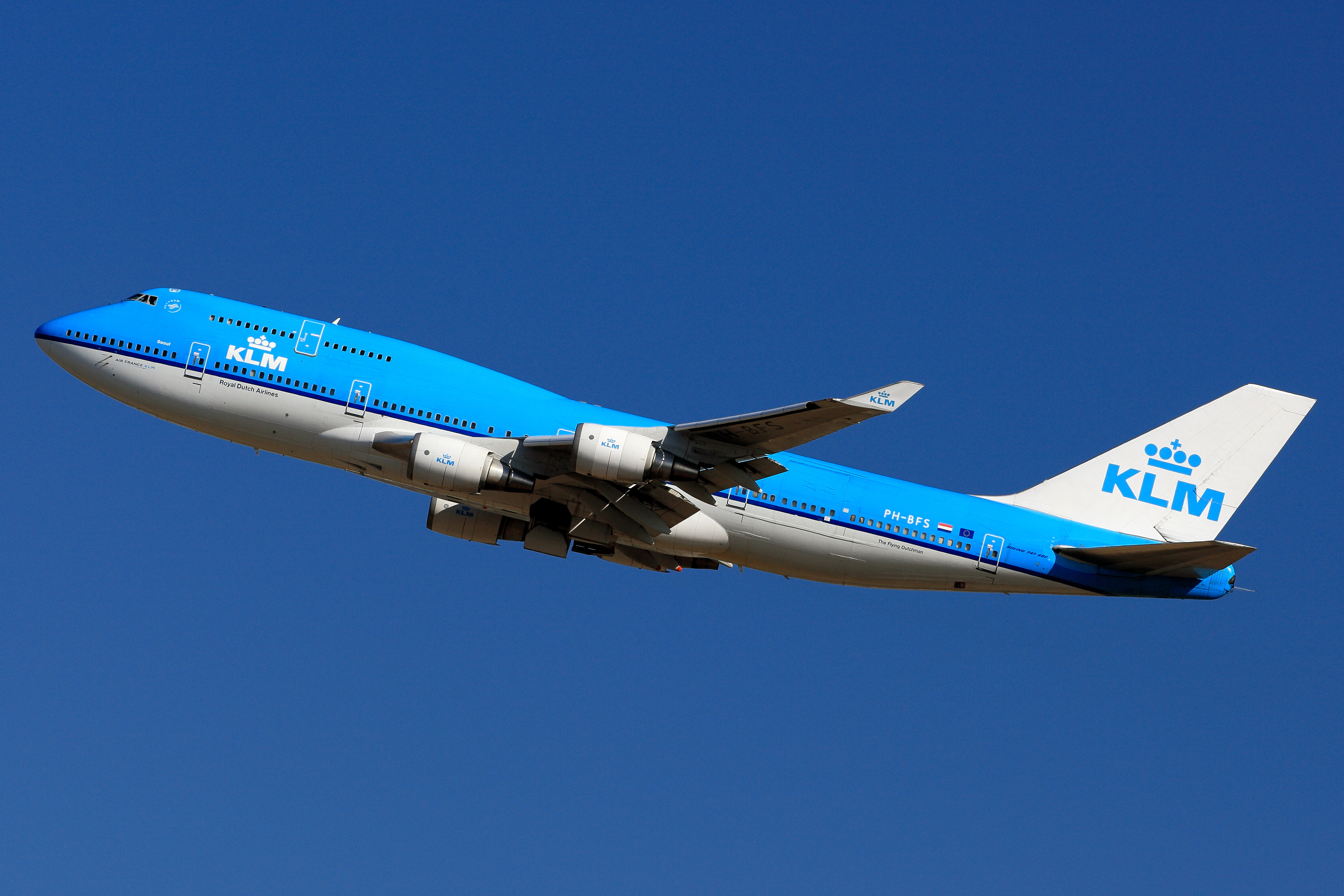
貨客混載機の一種であるボーイング747-400M（胴体後部側面に貨物用のドアがある）

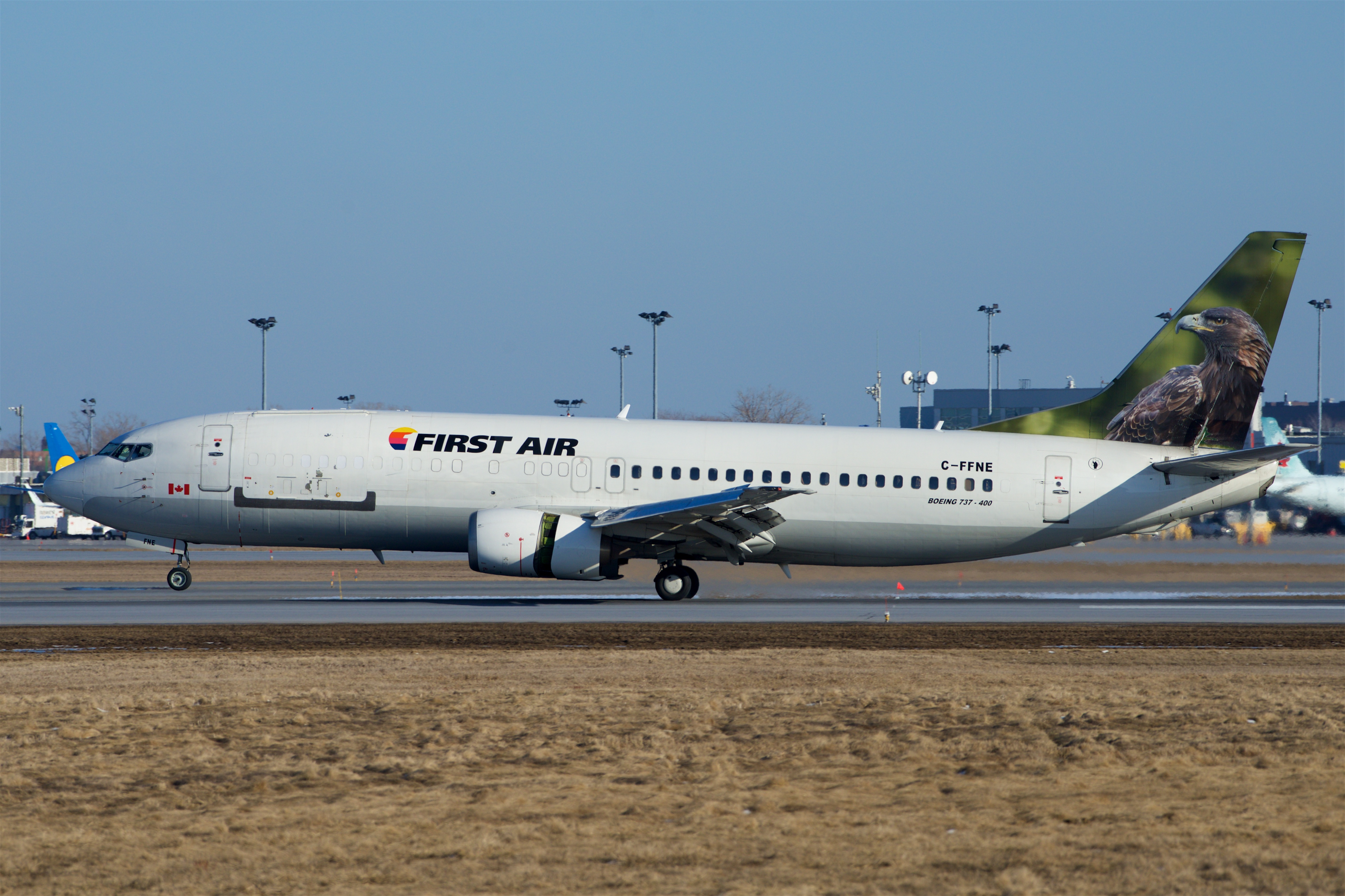
ボーイング737のコンビ型。機体の前方は貨物室、後方は客室になっている。

貨客混載機（英語: Combi aircraft）は、旅客だけでなく貨物の輸送も重視された構造の航空機のことである。旅客機と貨物機の中間の存在と言える。

## 概要
旅客機に大型のドアを追加し貨物機としての利用も考慮された貨客混載機は、「コンビ型（Combi）」などとも呼ばれている。このような機体は、旅客と貨物のどちらか一方だけでは、1機分の需要を確保できず採算が取れないと見込まれる路線に使用されることが多い。
旅客機では小型の機体であっても、少なくとも搭乗旅客分の手荷物の搭載スペースがあるのが一般的で、中大型機では旅客の搭乗スペースであるメインデッキの下部にあるロワーデッキに広い貨物スペースがあり、その場合は多くの機種では航空貨物コンテナも搭載できるようになっており、旅客機でも貨物の輸送を行うのは一般的な光景となっている。一方、貨物機では小型機ではメインデッキのほぼ全域、中大型機ではメインデッキとロワーデッキの双方のほぼ全域を貨物搭載スペースとすることにより、一度に大量の貨物を輸送できる。少人数分の客室があることもあるが、基本的にはもっぱら貨物の輸送だけを行うのが貨物機となる。
それら旅客機と貨物機の中間として、旅客機ではほぼ旅客スペースとなるメインデッキの一部を貨物スペースとしたものが、貨客混載機となる。一般的には、メインデッキの前方もしくは後方の一部を貨物スペースとし、旅客スペースとの間には仕切り壁がある。同型機の旅客機と比較すると搭乗可能な乗客数は減るが、一定量の貨物も同時に輸送できることで、もともと小型機程度の需要しか見込めない路線であっても航空貨物輸送が可能となるメリットは大きい。
貨客混載機の典型例の1つとして「ボーイング747-400M」がある。この747-400Mは、胴体後部側面に貨物用のドア（SCD）が付く仕様となっている。旅客型の747-400とは異なりメインデッキ後部が貨物室になっているため（旅客型は後部も客室である）、コンビ型の747-400Mは旅客型の747-400よりも定員がかなり少ない。例えば、KLMオランダ航空（747-400Mのローンチカスタマー）では747-400の定員が408名なのに対し、747-400Mの定員は268名となっている。
ATR 42とATR 72は機首左側にカーゴドアを配置したコンビ型を標準モデルとしているなど、地方路線をターゲットとした設計である。
近年、貨客混載機のひとつとしてカーゴ・フレックス（Cargo Flex）と呼ばれるようなタイプが登場している。通常の貨客混載機はメインデッキに仕切り壁を設けて旅客スペースと貨物スペースの両方を設けるものだが、その仕切り壁は容易に可動するものではないため、旅客と貨物の搭載割合を変更するためには、旅客機から貨物機への変更と同じような大がかりな改造が必要になる。それに対して、カーゴ・フレックスとして企図された貨客混載機の場合、仕切り壁が容易に可動できるか取り外しでき、多くは数日程度の作業で旅客と貨物のスペースの変更が可能になっている。これにより、時季により貨物や旅客の需要の変動が激しい路線に就航させる場合でも、需要に応じて柔軟に旅客と貨物の割合を変更することが可能となることにより採算性の向上が見込め、より多くの路線の開設が期待される。ボーイング737-700FC、ATR 72-600（Cargo Flexオプション）等がある。

## 貨客混載機の例
- ATR 42
- ATR 72
- ボーイング707-320C
- ボーイング727-100C
- ボーイング727-200
- ボーイング737-200C
- ボーイング737-400C
- ボーイング737-700C
- ボーイング747-200M
- ボーイング747-300M
- ボーイング747-400M
- ボーイング757-200
- コンベア240
- デ・ハビランド・カナダ DHC-7
- デ・ハビランド・カナダ DHC-8
- ダグラスDC-7C
- ダグラス DC-8CF
- フェアチャイルド F-27B
- Hawker Siddeley HS 748
- ロッキード L-188
- マクドネル・ダグラス DC-10-30 Combi
- マクドネル・ダグラス MD-11 Combi